# Howard Webb
Howard Melton Webb (Rotherham, South Yorkshire, 14 de juliol del 1971) és un exàrbitre de futbol anglès. Webb va arbitrra a la Premier League entre 2003 i 2014, i fou àrbitre internacional FIFA des de 2005 fins a 2014.
L'11 de juliol de 2010, va arbitrar la final de la Copa del Món, durant la qual va ensenyar més targetes que en qualsevol altra final de la Copa del Món.
El març de 2013, la FIFA el va incloure en la llista de 52 àrbitres candidats per la Copa del Món de Futbol de 2014 al Brasil. El gener de 2014, la FIFA el va incloure a la llista definitiva d'àrbitres pel mundial.